# Лесик, Иван Андреевич
Иван Андреевич Лесик (1918—1964) — генерал-майор Советской Армии, участник Великой Отечественной войны, Герой Советского Союза (1945).

## Биография

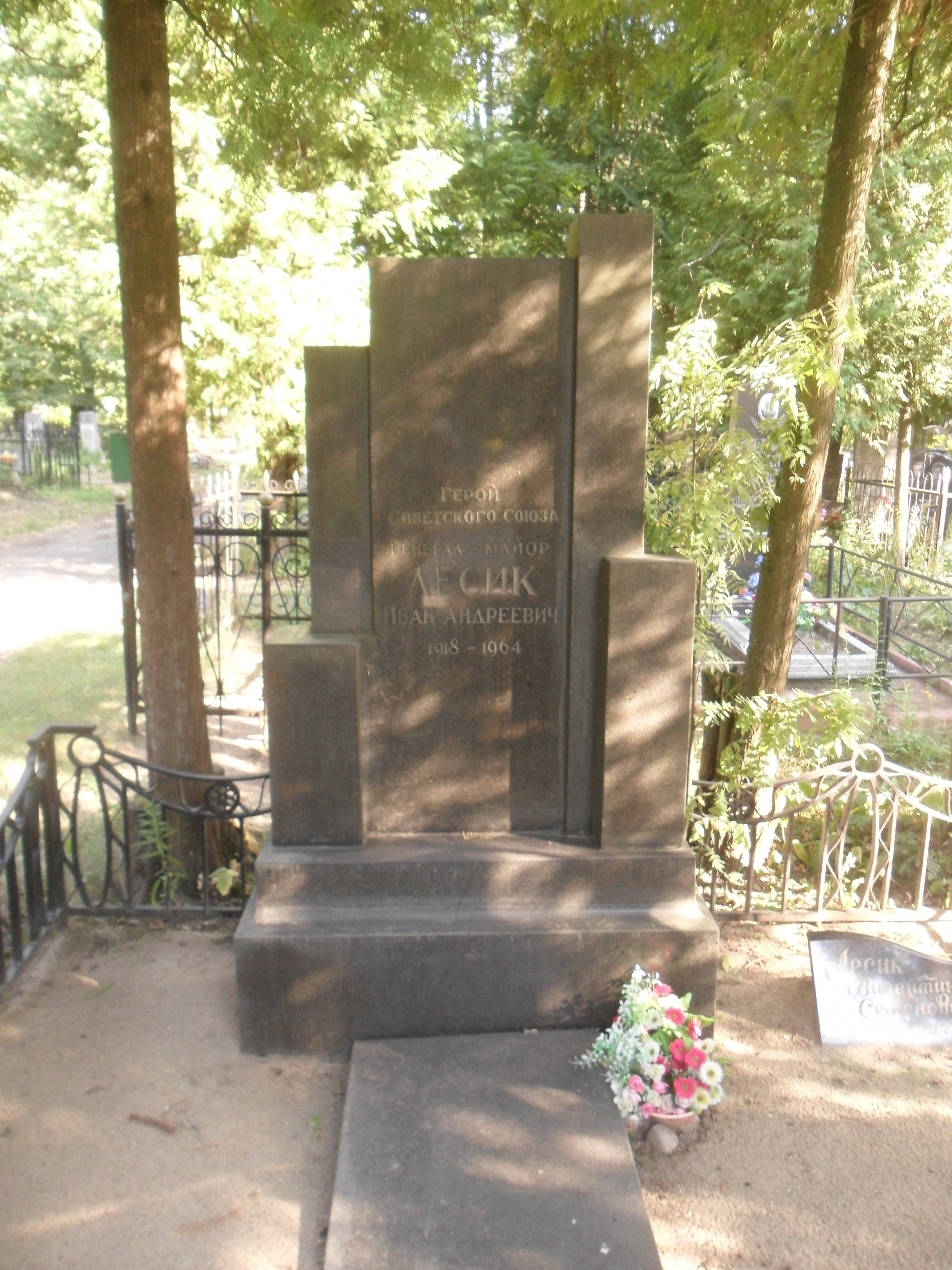
Могила Лесика на Восточном кладбище Минска.

Иван Лесик родился 27 сентября 1918 года в селе Дубовичи (ныне — Кролевецкий район Сумской области Украины). В 1935 году он окончил десять классов школы, в 1938 году — Харьковский институт журналистики, после чего работал редактором районной газеты в Глухове. В 1938 году Лесик был призван на службу в Рабоче-крестьянскую Красную Армию. В 1940 году он окончил Свердловское военно-политическое училище, в 1942 году — курсы младших лейтенантов. С первого дня Великой Отечественной войны — на её фронтах. В боях четыре раза был ранен, один из них тяжело. К апрелю 1945 года подполковник Иван Лесик командовал 298-м стрелковым полком (186-й стрелковой дивизии, 46-го стрелкового корпуса, 65-й армии, 2-го Белорусского фронта). Отличился во время форсирования Одера.
20 апреля 1945 года Лесик успешно организовал переправу своего полка через Одер к югу от Штеттина и принял активное участие в боях за населённый пункт Нидецаден и высоту 65,4. 23 апреля 1945 года полк продвинулся на запад на три километра, перерезав железную дорогу между Штеттином и Ангермюнде. В общей сложности в тех боях подразделения полка уничтожили около 400 немецких солдат и офицеров, ещё 27 взяли в плен.
Указом Президиума Верховного Совета СССР от 29 июня 1945 года за «умелое руководство подразделениями во время форсирования Одера, захвата и расширения плацдарма, мужество и отвагу, проявленные в боях» подполковник Иван Лесик был удостоен высокого звания Героя Советского Союза с вручением ордена Ленина и медали «Золотая Звезда» за номером 7558.
После окончания войны Лесик продолжил службу в Советской Армии. В 1948 году он окончил Военную академию имени Фрунзе, в 1956 году — Военную академию Генерального штаба. Генерал-майор Иван Лесик скоропостижно скончался 27 июня 1964 года, похоронен в Минске.
Был также награждён орденами Красного Знамени, Богдана Хмельницкого 2-й степени, Суворова 3-й степени, двумя орденами Красной Звезды, рядом медалей.